# ألبرتو مارتينيز
ألبرتو مارتينيز (بالإسبانية: Berto Martínez)‏ (27 أكتوبر 1962 لوغو إسبانيا - ) هو لاعب كرة قدم إسباني يلعب كلاعب وسط.

## روابط خارجية
- ألبرتو مارتينيز على موقع قاعدة بيانات كرة القدم.إي يو (الإنجليزية)
- ألبرتو مارتينيز على موقع ناشيونال فوتبول تيمز (الإنجليزية)